# Breg ob Savi
Breg ob Savi je naselje u slovenskoj Općini Kranju. Breg ob Savi se nalazi u pokrajini Gorenjskoj i statističkoj regiji Gorenjskoj. 

## Stanovništvo
Prema popisu stanovništva iz 2002. godine naselje je imalo 412 stanovnika.